# Endasys nitidus
Endasys nitidus là một loài tò vò trong họ Ichneumonidae.